# 제2회 KBS 프리미어 영화 페스티벌
제2회 KBS 프리미어 영화 페스티벌은 2006년 6월 15일에 열린 시상식이다.

## 수상 및 후보

### 상영작
- 갱스터 초치 - 게이빈 후드
- 오르페브르 36번가 - 올리비에르 마샬
- 늑대의 제국 - 크리스 나흔
- 화이트 마사이 - 헤르민 훈트게부르스